# Callizona acestealis
Callizona acestealis är en fjärilsart som beskrevs av Carl von Linné 1758. Callizona acestealis ingår i släktet Callizona och familjen praktfjärilar. Inga underarter finns listade i Catalogue of Life.